# Mệnh lệnh thức
Mệnh lệnh thức (tiếng Anh: imperative mood) là một thức ngữ pháp (grammatical mood) để tạo nên mệnh lệnh hay yêu cầu, bao gồm việc cấm hay cho phép, hay bất cứ dạng lời khuyên nào.